# Albergo Belfanti Centralino
L'edificio che ospitò l'albergo Belfanti Centralino si presenta architettonicamente in Art Nouveau e occupa parte dell'isolato ad angolo tra il corso Vittorio Emanuele III e la via Palamolla, in pieno centro storico della città di Reggio Calabria. È stato progettato dall'architetto napoletano Vincenzo Miccolupi, molto attivo a Reggio Calabria negli anni della ricostruzione post terremoto. Attualmente è sede di uffici esattoriali.

## Storia dell'albergo
Gli Spadaro, venuti da Napoli sul finire del XIX secolo, erano i componenti di una facoltosa famiglia di mobilieri che, dopo il terremoto di Messina del 1908, nello spazio compreso tra le attuali via Damiano Chiesa e il prolungamento della via Demetrio Tripepi impiantarono un grande albergo con annesso un famoso ristorante. Negli anni venti del secolo scorso cedettero l'albergo al signor Belfanti che lo trasferì nell'attuale edificio di sua proprietà in fregio al corso Vittorio Emanuele III con il nome di "Centralino Belfanti Hotel". I locali non utilizzati dall'albergo furono adibiti a sede dello storico "Circolo Salvini".

## Descrizione architettonica
L'edificio, di due piani fuori terra e seminterrato, è caratterizzato da una pianta rettangolare e da due ingressi: quello principale, aperto sul corso Vittorio Emanuele, e quello secondario, posto sulla via Palamolla. La facciata principale presenta diversi ordini architettonici. Al piano terra, al centro, si trova il portale d'ingresso ad arco a tutto sesto, preceduto da una breve scalinata e fiancheggiato da due colonne che sostengono il balcone del piano nobile. Le finestre del piano terra sono di ordine diverso: alcune ad arco a tutto sesto, altre con timpani arcuati o triangolari e tutte fiancheggiate da lesene piatte o curve culminanti in eleganti capitelli classici.
Il primo  piano è ritmato dalla presenza alternata di balconi e finestre tutte munite di ricche cornici decorate a motivi floreali nella parte sovrastante l'architrave. L'elemento di spicco è costituito dal balcone centrale la cui balaustra a colonnine antropomorfe segue un andamento lineare. Il tutto è coronato da un lineare cornicione di gronda con decorazioni in linea con lo stile architettonico dell'epoca e dal parapetto, in parte in muratura piena e in parte a colonnine, del terrazzo che si innalza in corrispondenza dell'ingresso principale. L'elegante scala interna è dotata di una balaustra in ferro battuto con motivi liberty.